# Steel Cup 2014
 První ročník Steel Cupu  v ledním hokeji se konal od 12. do 15. srpna 2014. Utkání se hrála v Třinci a v Ostravě. Turnaje se zúčastnila čtyři mužstva, která se utkala jednokolově systémem každý s každým.

## Výsledky a tabulka
|    |                     | Z | B | V | VP | PP | P | VG | OG | +/- |
| 1. | HC Oceláři Třinec   | 3 | 6 | 2 | 0  | 0  | 1 | 10 | 6  | +4  |
| 2. | Severstal Čerepovec | 3 | 6 | 2 | 0  | 0  | 1 | 11 | 8  | +3  |
| 3. | HC Vítkovice Steel  | 3 | 6 | 2 | 0  | 0  | 1 | 10 | 9  | +1  |
| 4. | HC Košice           | 3 | 0 | 0 | 0  | 0  | 3 | 3  | 11 | -8  |

## Výsledky
| Utkání   | Datum     | Domácí                      | Výsledek | Hosté                       |
| -------- | --------- | --------------------------- | -------- | --------------------------- |
| 1.utkání | 12.8.2014 | Česko - HC Oceláři Třinec   | 2:3      | Česko - HC Vítkovice Steel  |
| 2.utkání | 13.8.2014 | Rusko - Severstal Čerepovec | 3:1      | Slovensko - HC Košice       |
| 3.utkání | 14.8.2014 | Česko - HC Vítkovice Steel  | 3:5      | Rusko - Severstal Čerepovec |
| 4.utkání | 14.8.2014 | Česko - HC Oceláři Třinec   | 4:0      | Slovensko - HC Košice       |
| 5.utkání | 15.8.2014 | Česko - HC Oceláři Třinec   | 4:3      | Rusko - Severstal Čerepovec |
| 6.utkání | 15.8.2014 | Česko - HC Vítkovice Steel  | 4:2      | Slovensko - HC Košice       |